# إبراهيم البيطار
إبراهيم بن إلياس البيطار (1925-2012)، مصرفي سوري من دمشق، تسلّم وزارة الاقتصاد في السنوات 1964-1965 وفي عهده صدرت قرارات تأميم بحق عدد من الشركات والمصارف الخاصة.

#### مسيرته
ولد إبراهيم البيطار في دمشق ودرس الحقوق في الجامعة السورية. بدء حياته المهنية في مكتب القطع في مصرف سورية المركزي قبل نقله إلى المصارف المصادرة في زمن الوحد السورية المصرية سنة 1961. انتسب إلى حزب البعث العربي الاشتراكي وأرسل إلى بلجيكا للتعاون مع مصرفها وعمل في مجلس النقد والتسليف قبل تعيينه سنة 1964 وزيراً للاقتصاد في حكومة الرئيس أمين الحافظ أولاً ثم في حكومة الدكتور يوسف زعيّن لغاية كانون الأول 1965.
بعد تركه الوزارة عمل في لجنة إدارة مصرف سورية المركزي لغاية عام 1986 ثم في المصرف العربي للتنمية الاقتصادية في الخرطوم.

## الوفاة
توفي إبراهيم البيطار عن عمر ناهز 87 عاماً سنة 2012.

## المناصب
```
وزيراً للاقتصاد (3 تشرين الأول 1964 – 27 كانون الأول 1965) 
```

- سبقه في المنصب: الدكتور كمال الحصني
- خلفه في المنصب: الدكتور كمال الحصني

## المرجع
1. ↑  "الموسوعة الدمشقية". مؤرشف من الأصل في 2024-06-07.